# Kitsch oder Kasse
Kitsch oder Kasse war eine Fernsehsendung, die vom 10. Februar bis 23. Oktober 2020 von Montag bis Freitag nachmittags bei RTL zu sehen war. Die Sendung ist die deutsche Version der US-amerikanischen Show „Trash or Treasure?“. Die Sendung wurde 2020 eingestellt.

## Ablauf
In der von Oliver Geissen moderierten Rate-Show schätzt jeweils ein Kandidatenpaar, welcher von zehn Gegenständen am teuersten ist. Als Gewinn winkt der Wert des Gegenstands in bar, zwischen 50 und 10.000 Euro. Ein Antiquitätenexperte liefert dem Kandidatenpaar Fakten und Anekdoten zu den Gegenständen, ohne den Preis zu nennen. Die Teilnehmer wählen in jeder Raterunde den Gegenstand aus, den sie für das preiswerteste Utensil halten. Auf diese Weise hoffen sie, dass am Ende der teuerste Gegenstand übrig bleibt, dessen Gegenwert in bar sie dann gewinnen.
Als Antiquitätenexperten traten auf:
- Antoine Richard, 44 Folgen
- Mauro Corradino, 36 Folgen
- Sarah Schreiber, 3 Folgen
- Markus Reinecke, 4 Folgen
- Johanna Schultz, 3 Folgen